# Wladyslaw Heraskewytsch
Wladyslaw Mychajlowytsch Heraskewytsch (ukrainisch Владислав Михайлович Гераскевич; * 12. Januar 1999 in Kiew) ist ein ukrainischer Skeletonfahrer. Als erster Sportler seines Landes in dieser Disziplin nahm er 2018 und 2022 an Olympischen Winterspielen teil. Seit dem russischen Überfall auf die Ukraine 2022 betreibt er eine Stiftung zur Unterstützung der ukrainischen Bevölkerung.

## Werdegang

### Anfänge und erste Olympiateilnahme (bis 2018)
Seit seiner frühen Kindheit ist Wladyslaw Heraskewytsch sportlich aktiv: Im Alter von sechs Jahren begann er mit dem Boxen, später tanzte er Hip-Hop und trainierte Mixed Martial Arts sowie Kraftsport (als Strongman). Über seinen Vater Mychajlo, der von 1995 bis 1998 der ukrainischen Bob-Nationalmannschaft angehörte, und Oleh Polywatsch, den Präsidenten des ukrainischen Bob-Verbandes, knüpfte Heraskewytsch Mitte der 2010er-Jahre Kontakte zum lettischen Nationalteam, das auf der Bob- und Rodelbahn in Sigulda trainierte. Dort fuhr er mit 15 Jahren erstmals auf einem Skeletonschlitten und fand auf Anhieb Gefallen an der Sportart. Er erhielt Unterstützung von Dainis Dukurs – dem Vater der beiden zur Weltspitze zählenden lettischen Skeletonfahrer Tomass und Martins Dukurs – und trainierte gemeinsam mit der lettischen Jugendmannschaft. In einem Interview sagte Heraskewytsch später, dass er sich auch gerne wie sein Vater im Bobsport versucht hätte, der Sport aber zu teuer gewesen wäre.
Heraskewytsch war der erste Skeletonfahrer in der Geschichte seines Landes. Um ihn und weitere Nachwuchssportler entstand ab 2015 eine ukrainische Nationalmannschaft. Betreut wurde er von seinem Vater Mychajlo mit weiterer Hilfe aus Lettland. Nach ersten Starts im Skeleton-Europacup ab 2015 und einem 17. Platz bei der Junioren-WM 2016 trat Heraskewytsch im Februar 2016 bei den Olympischen Jugend-Winterspielen in Lillehammer an, bei denen er Fahnenträger der ukrainischen Delegation war und unter zwanzig Teilnehmern im Skeleton-Wettbewerb der Männer den achten Rang belegte. Diese Platzierung überzeugte das Nationale Olympische Komitee und das ukrainische Sportministerium davon, Heraskewytsch zukünftig finanziell zu unterstützen. Im November 2016 erreichte er beim Intercontinentalcup auf der Kunsteisbahn Königssee zwei zehnte Plätze, mit denen er genügend Punkte sammelte, um sich im IBSF-Skeleton-Ranking unter den 60 besten Athleten zu positionieren. Damit erfüllte er die Qualifikationsbedingungen für den Weltcup. Als erster Ukrainer nahm er im Februar 2017 an den Skeleton-Weltmeisterschaften teil und belegte dort den 24. Rang von 44 Startern.
In seiner ersten Weltcupsaison 2017/18 nahm Heraskewytsch an sieben von acht Weltcuprennen teil, erreichte in der Wettkampfserie als bestes Ergebnis einen 13. Rang in Park City und stand am Saisonende auf Platz 24 in der Weltcup-Gesamtwertung. Mit diesen Resultaten qualifizierte er sich für die Olympischen Winterspiele 2018 in Pyeongchang, wo er beim Sieg des Südkoreaners Yun Sung-bin Zwölfter wurde. Er erzielte damit das beste Ergebnis im ukrainischen Olympiateam in der ersten Woche der Winterspiele von Pyeongchang. Heraskewytsch bezeichnete seine erste Olympiateilnahme im Alter von 19 Jahren und die Begegnung mit sportlichen Idolen wie dem Snowboarder Shaun White in einem späteren Interview als wegweisend: Es sei inspirierend gewesen, zu der Menge an berühmten Sportlern zu zählen, außerdem habe er die hohe Medienaufmerksamkeit, unter anderem von großen Fernsehsendern, genossen.

### Etablierung im Weltcup und zweite Olympiateilnahme (2018 bis 2022)
Im November 2018 gewann Heraskewytsch ein Rennen des Nordamerikacups in Whistler und damit zum ersten Mal einen Skeleton-Wettbewerb. In den folgenden Monaten platzierte er sich im Weltcup mehrmals unter den ersten zwölf. Am Ende des Winters war er Neunter des Gesamtklassements der Serie. Der öffentlich-rechtliche Kanal UA:Perschyj übertrug den Skeleton-Weltcup 2018/19 angesichts der Erfolge Heraskewytschs erstmals live im ukrainischen Fernsehen. Heraskewytsch bestätigte seine Resultate in den Wintern von 2019 bis 2022: Im Weltcup erreichte er einzelne Top-Ten-Ergebnisse – mit einem sechsten Platz beim Rennen in Sigulda am 31. Dezember 2021 als bester Leistung – und gehörte am Jahresende stets zu den führenden 16 Sportlern der Gesamtwertung. Auch bei den Weltmeisterschaften erreichte er Resultate unter den ersten 15. Zudem belegte er bei den Junioren-Weltmeisterschaften der Jahre 2019 bis 2021 die Ränge sieben, vier und sechs.
Bei seiner zweiten Olympiateilnahme in Peking 2022 kam Heraskewytsch auf den 18. Rang. Nach dem dritten von vier Läufen am 11. Februar hielt er – vor dem Hintergrund des russischen Truppenaufbaus an der ukrainischen Grenze – ein Schild mit der englischen Aufschrift No War in Ukraine (auf Deutsch: Kein Krieg in der Ukraine) in die Kamera. Gegenüber Associated Press sagte er kurz darauf, dass er „wie jede normale Person“ keinen Krieg wolle und für Frieden kämpfe („It’s my position. Like any normal people, I don’t want war. I want peace in my country, and I want peace in the world. It’s my position, so I fight for that. I fight for peace.“). Das Internationale Olympische Komitee wertete Heraskewytschs Schild als allgemeinen Aufruf zum Frieden und damit nicht als Verstoß gegen Artikel 50 der Olympischen Charta, der unter anderem politische Erklärungen untersagt. Die New York Times beschrieb den Protest als einen der zentralen Momente der Winterspiele von Peking.

### Stiftungsgründung und Engagement (seit 2022)

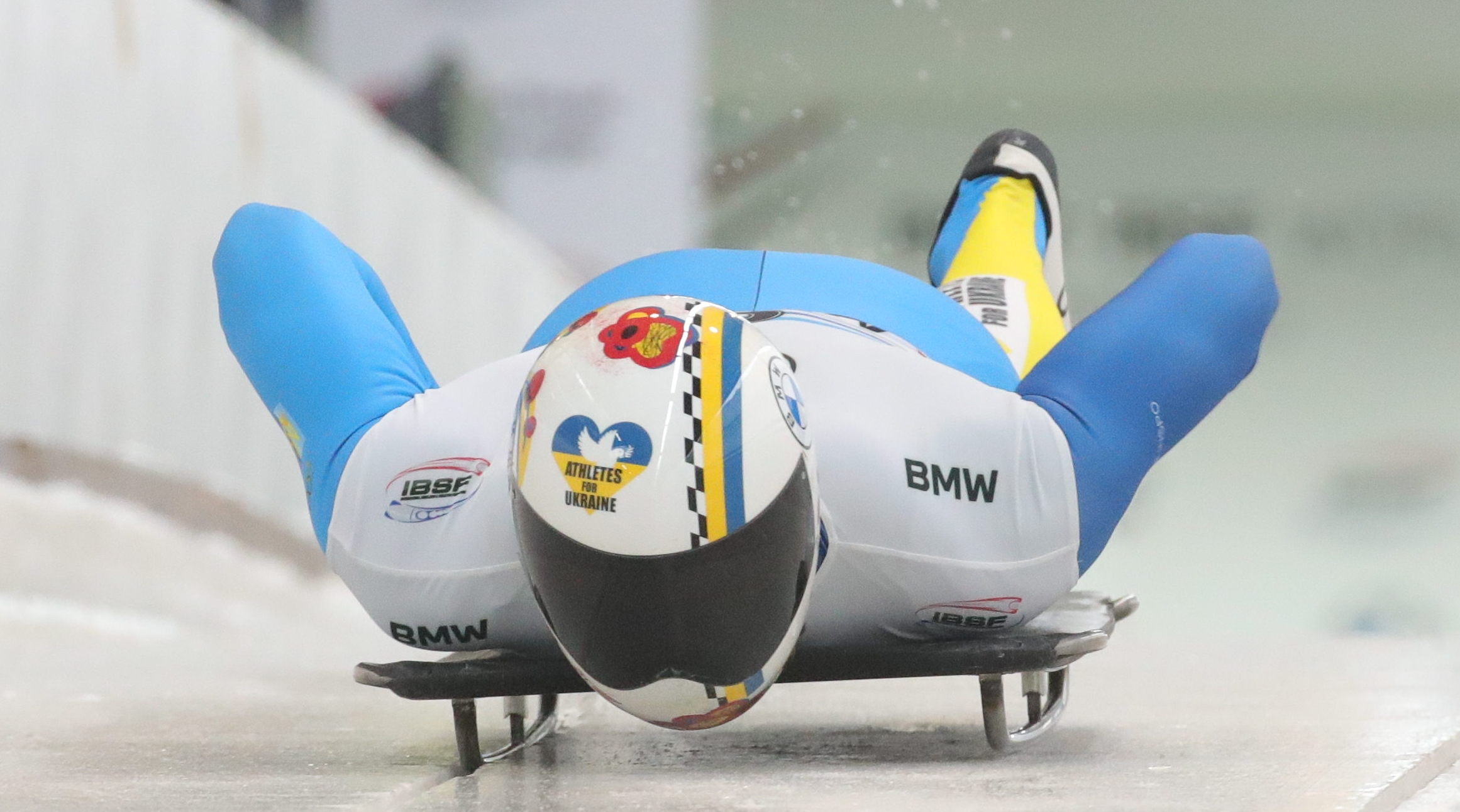
Heraskewytsch bei der Skeleton-Europameisterschaft 2023 in Altenberg. Auf seinem Helm ist das Logo des Vereins Athletes for Ukraine zu sehen.

Infolge des russischen Überfalls auf die Ukraine am 24. Februar 2022 gründete Heraskewytsch eine Stiftung (Heraskevych Charity Foundation), um die vom Krieg betroffenen Menschen zu unterstützen. Gemeinsam mit seinem Vater sammelte er Spenden und transportierte Hilfsgüter durch die Ukraine. Seine Stiftung organisierte zudem Probetrainings in verschiedenen Sportarten für ukrainische Kinder. Unterstützung erhielt er dabei von dem befreundeten deutschen Rennrodel-Olympiasieger Felix Loch und dem von Loch mitgegründeten Verein Athletes for Ukraine. Als Physikstudent an der Nationalen Taras-Schewtschenko-Universität Kiew ohne militärische Erfahrung wurde Heraskewytsch nicht zum Wehrdienst eingezogen und trat auch im Winter 2022/23 im Weltcup an. Er setzt sich für den Ausschluss russischer Sportler vom Weltsport ein.